# Antéfixe
L'antéfixe (n.f., vient du latin ante, « devant », et du français « fixe ») est un motif placé sur les toits ou corniches d'un édifice à l'extrémité d'une rangée de tuiles ou d'une partie saillante d'une toiture, par exemple pour orner ou pour masquer.
À l'époque romane, sur les églises, les antéfixes étaient généralement en forme de croix, placées aux différents sommets de l'abside, du transept ou de la nef.

## Antéfixes grecques

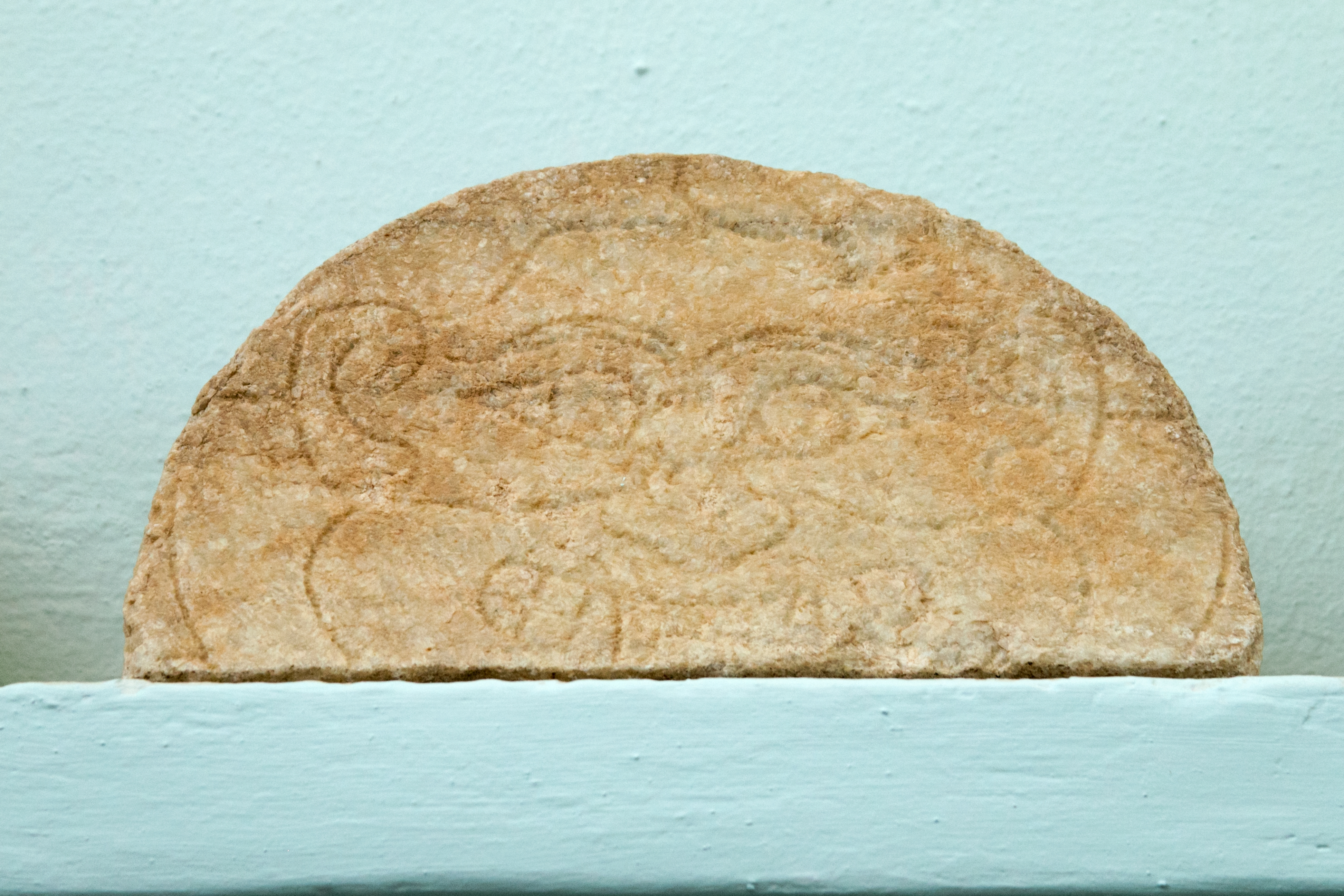
Antéfixe gravée à la tête de Gorgone. Oikos des Naxiens à Délos. VIe siècle (575-560 ?) av. J.-C.
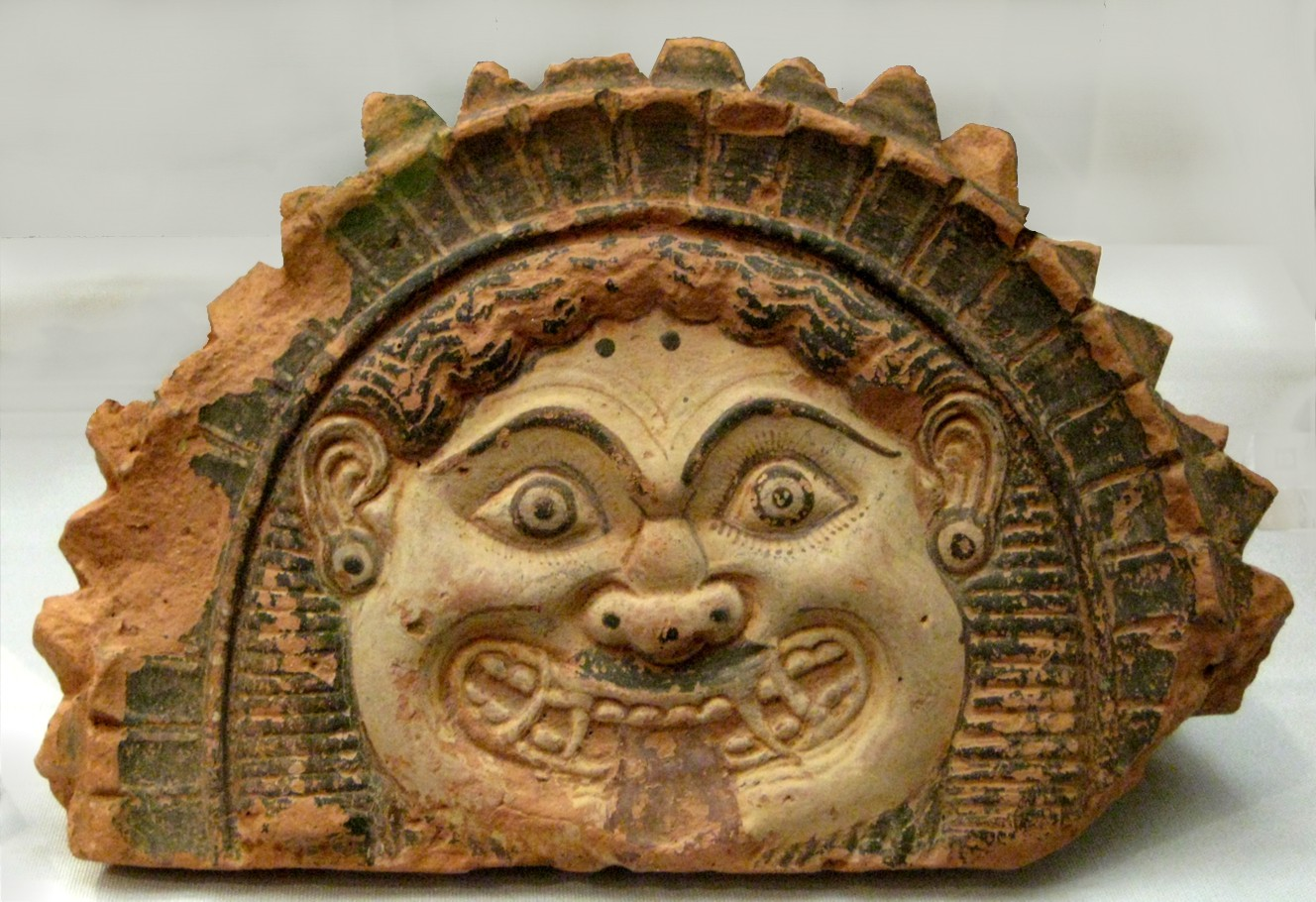
Antéfixe en forme de tête de Gorgone. VIe ou Ve siècle av. J.-C. Musée Pushkin.
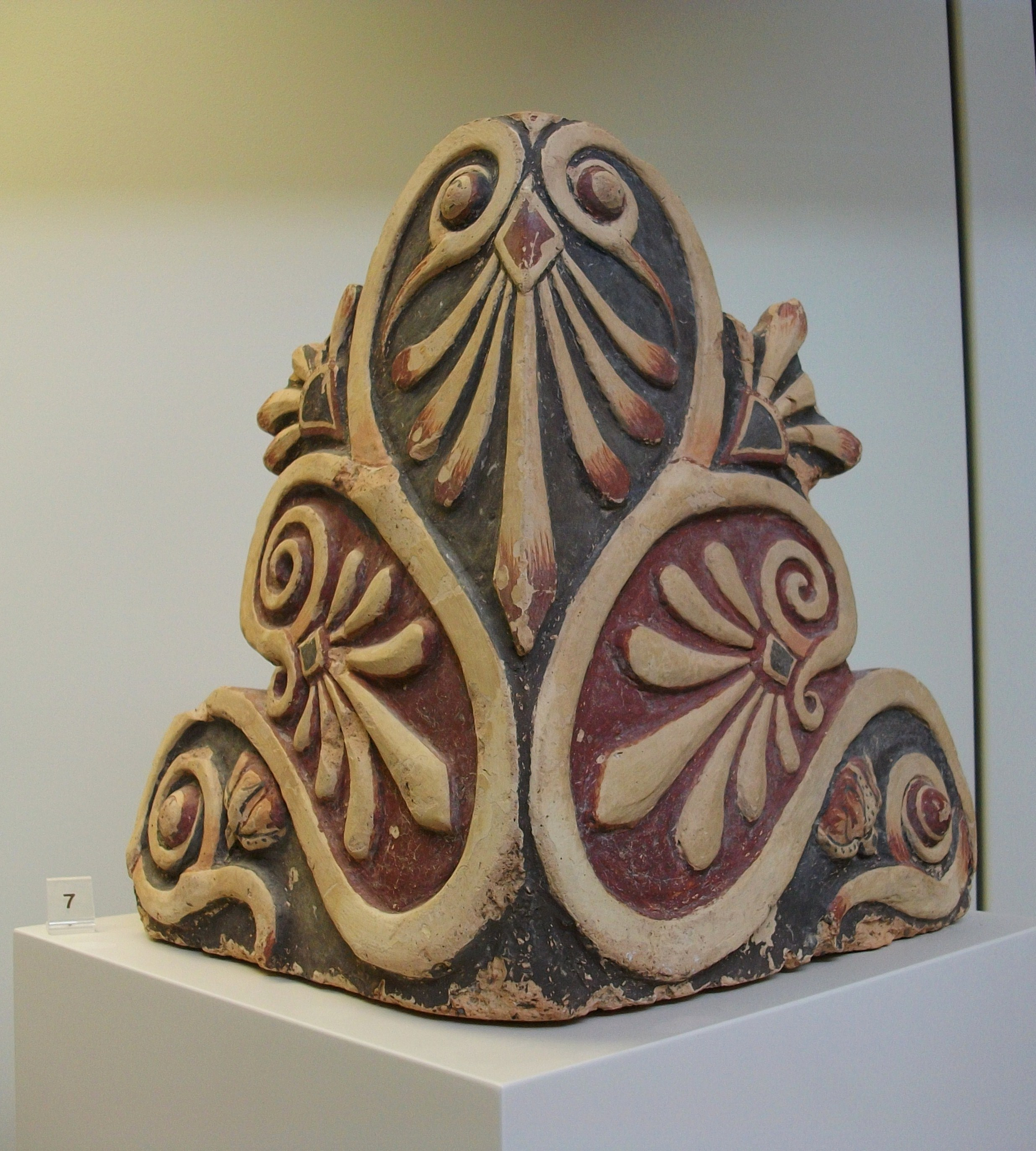
Antéfixe d'angle. Céramique peinte, v. 430 av. J.-C. Musée Archéologique d'Olympie.
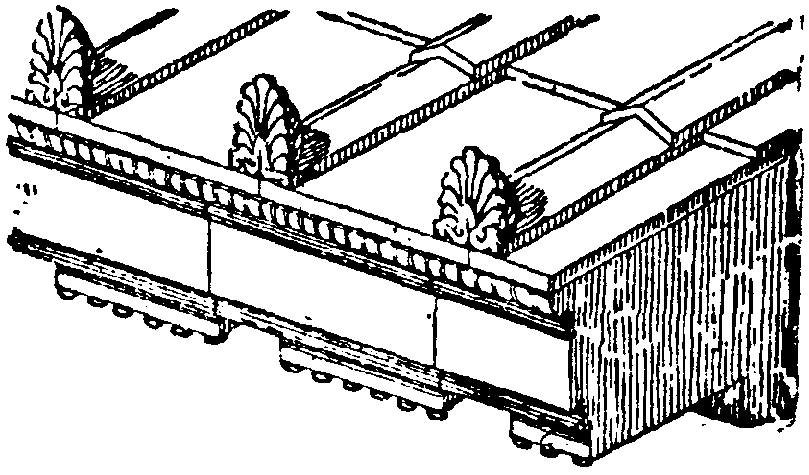
Antéfixes en position.
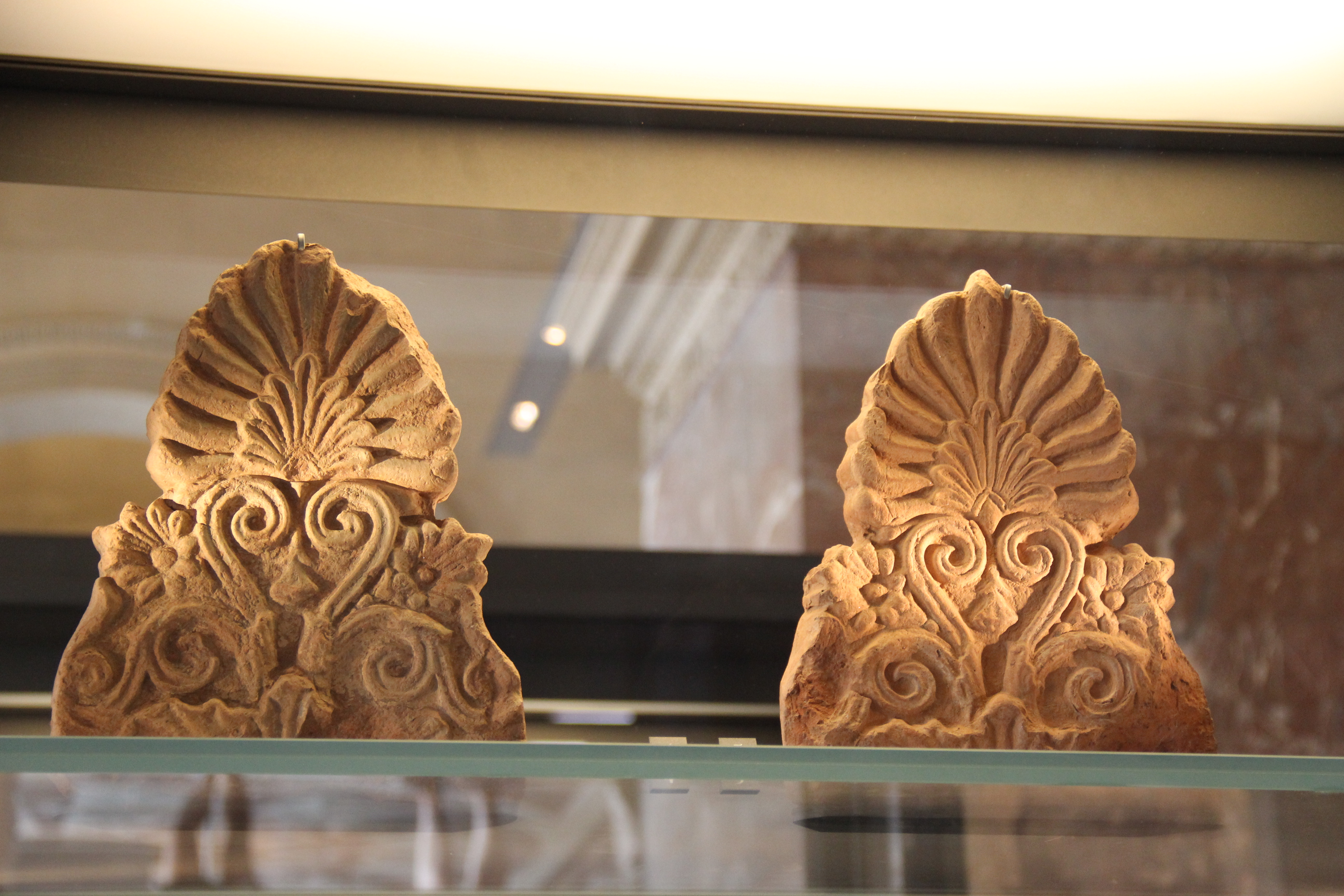
Antéfixes à décor palmette. 315-310. Louvre.

## Étrusques

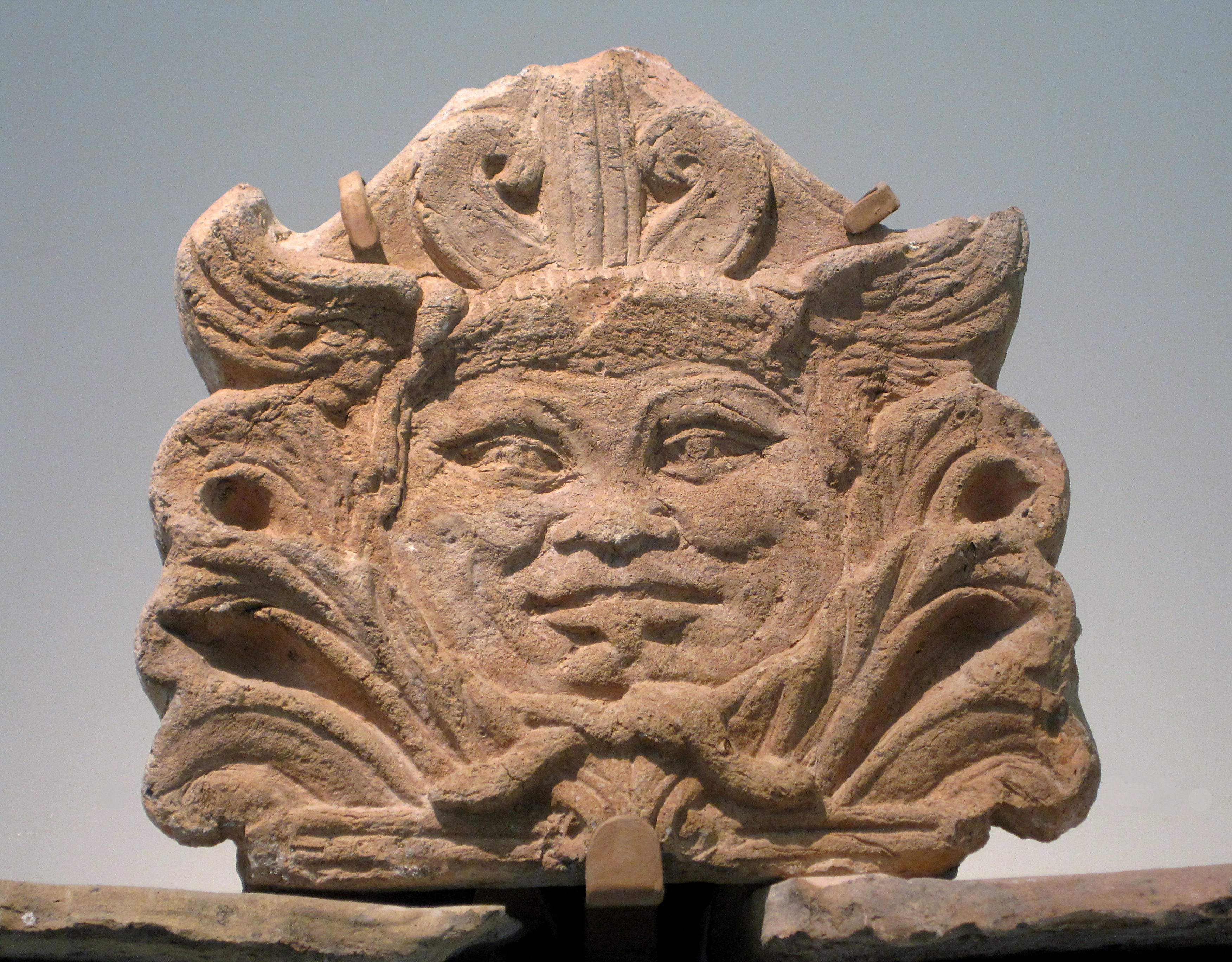
Antéfixe étrusque ornée d'une tête de gorgone Ier siècle av. J.-C.. Vulci, Latium.
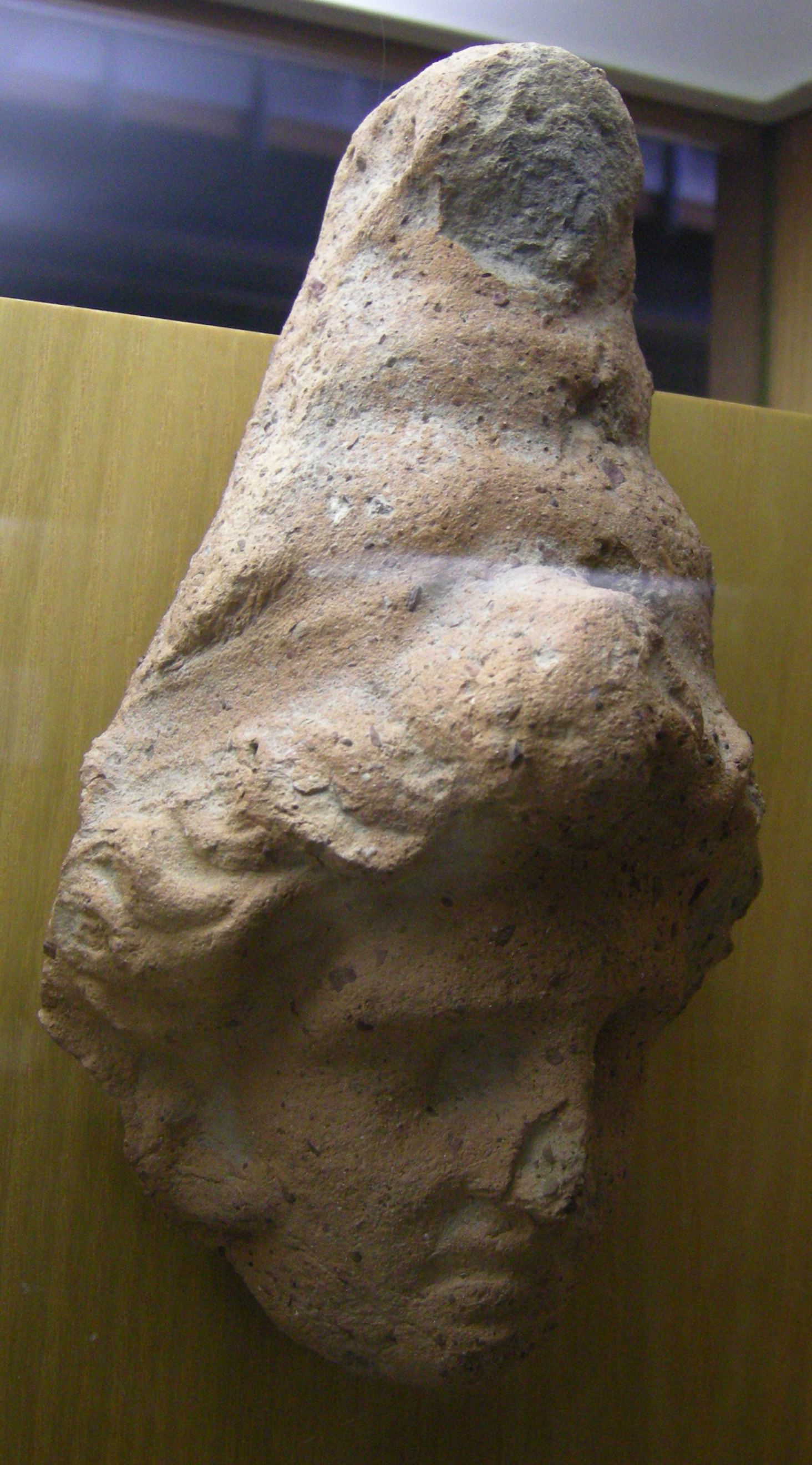
Antéfixe figurée étrusque (Fiesole, Toscane, It.).

Déjà chez les Étrusques des antéfixes ornaient les toits des habitations (reconstitution d'un toit dans l'antiquarium du Poggio Civitate, à la villa Giulia de Rome), ou des temples. Ils représentaient souvent des ménades ou des gorgones, et possédaient donc généralement une fonction apotropaïque (de protection). Une antéfixe décorée d'une tête de gorgoneion a été trouvée sur le site de l'atelier du terrain Audouart à Lezoux (Puy-de-Dôme).

## Romanes

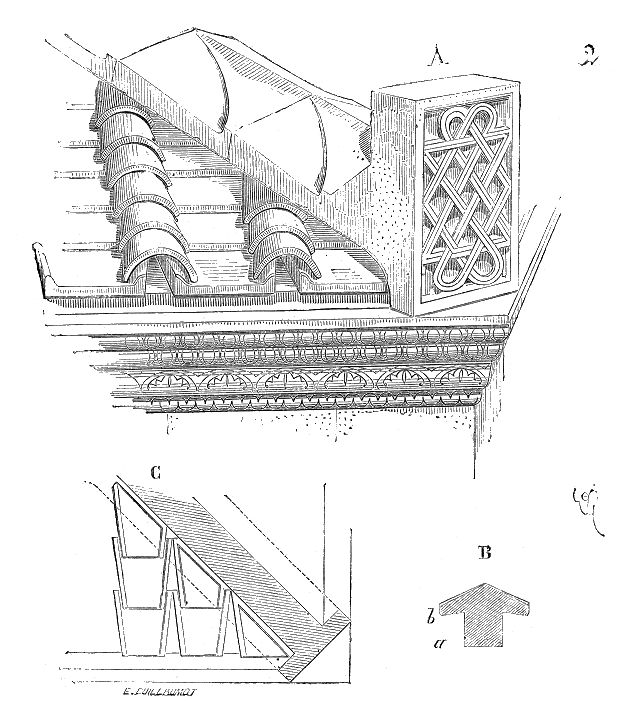
Une antéfixe dessinée par Viollet-le-Duc. A : une antéfixe dans l'angle d'une corniche. B : le profil de l'arêtier. C : son plan, avec la position des tuiles-canal à rebords.

## Extrême-Orient

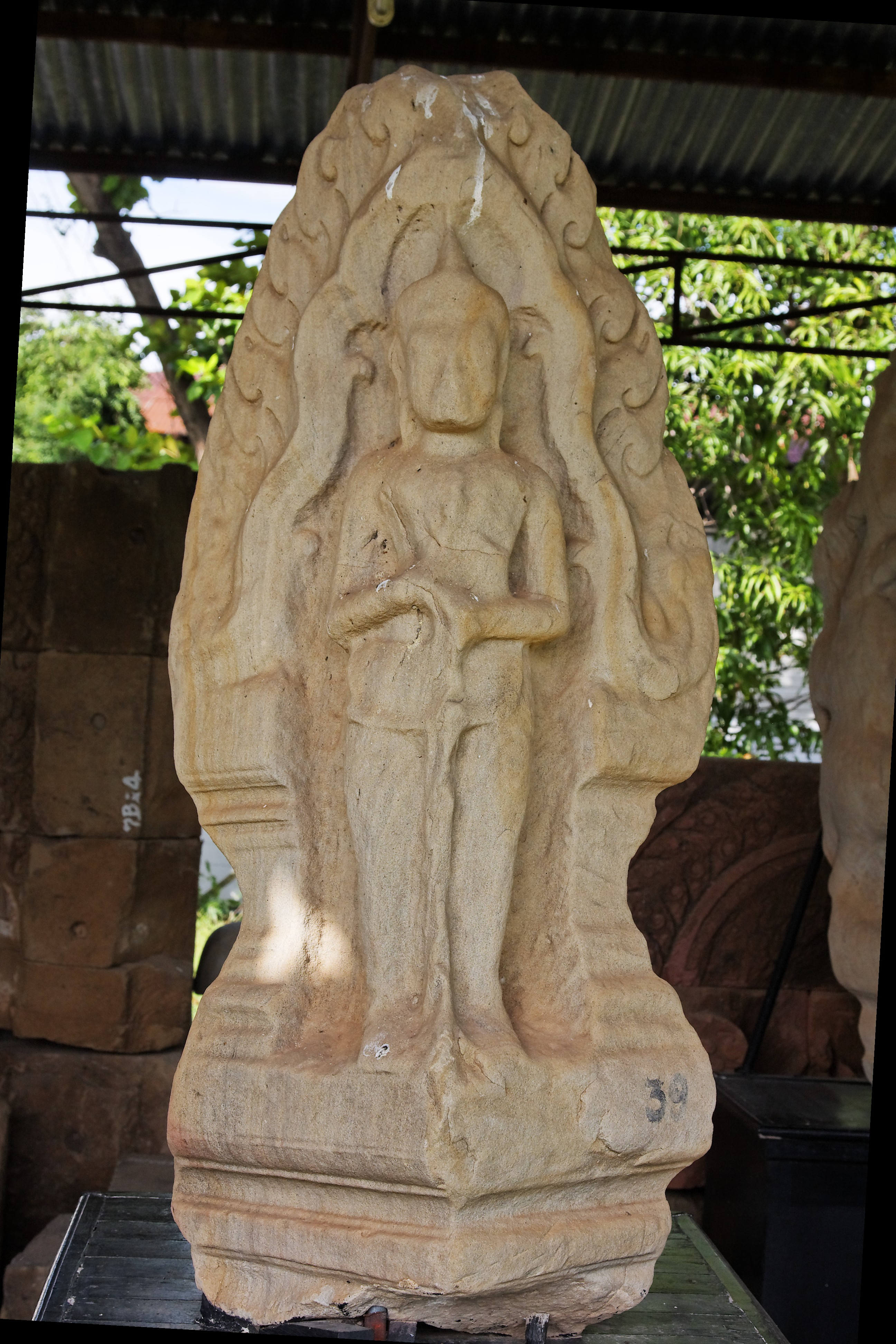
Antéfixe du Prasat Hin Phimai. Thaïlande. Art khmer, style d'Angkor Vat, XIIe siècle.
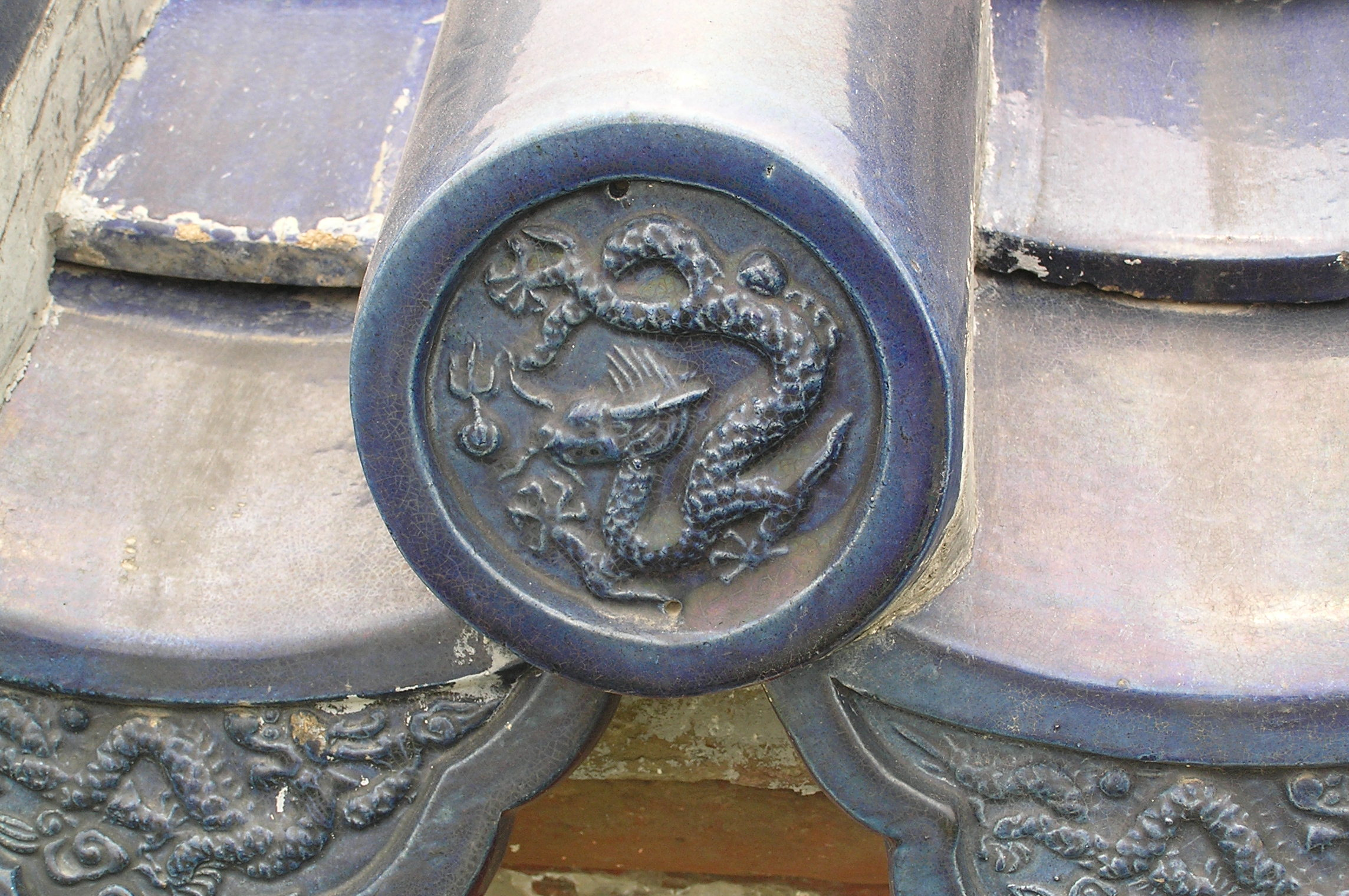
Architecture chinoise. Temple du Ciel, Pékin. 1406-1420.
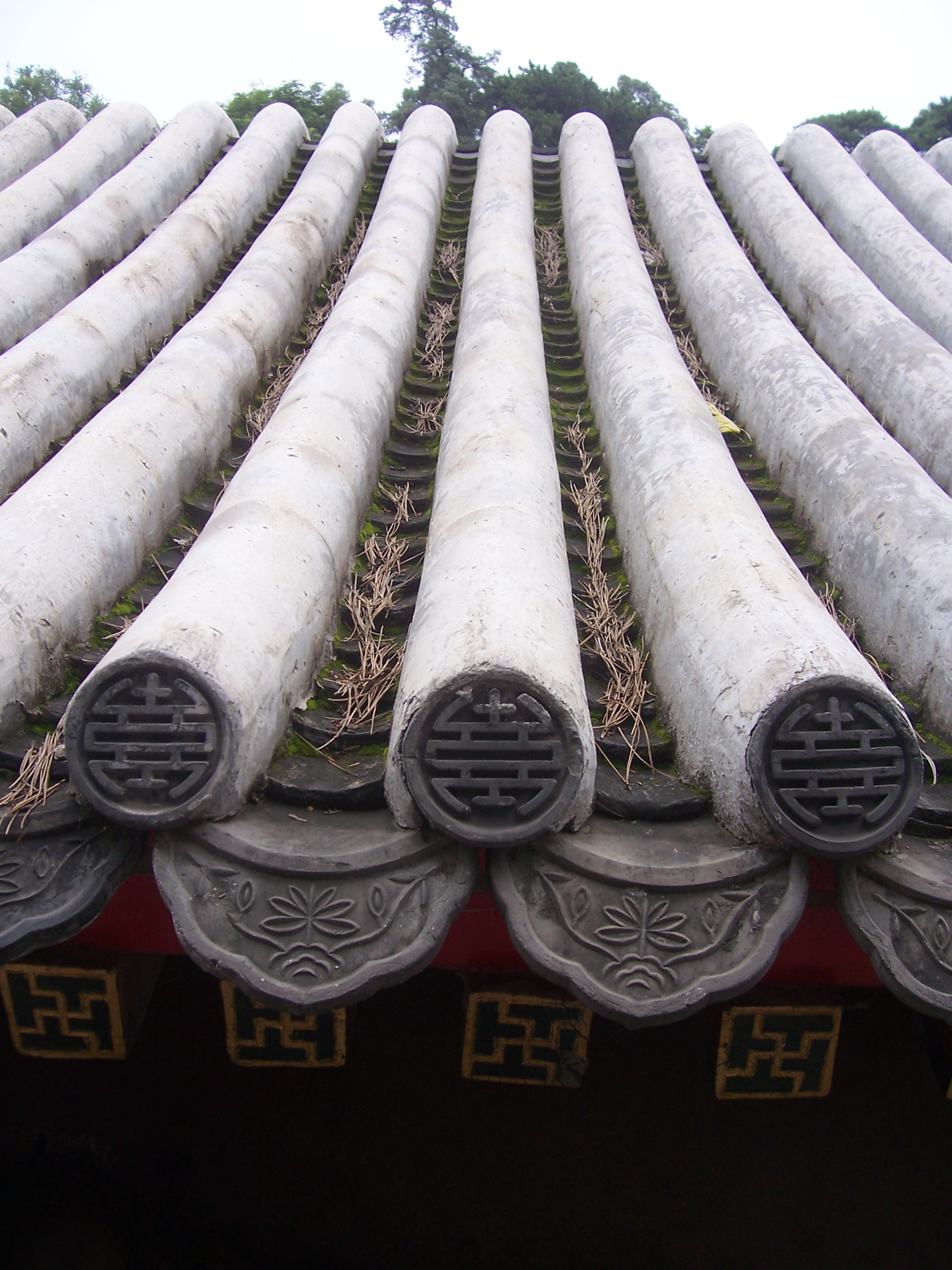
Détail d'un toit en tuile du palais d'Été -  Pékin, 1886 - avec les embouts décorés.
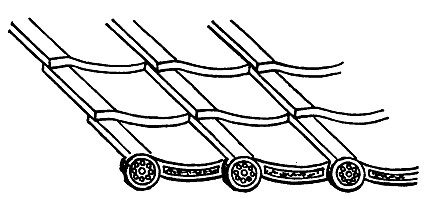
Au Japon la tuile de rebord a la forme d'une tuile ordinaire, mais son bord libre est rabattu à angle droit et orné d'un motif conventionnel.
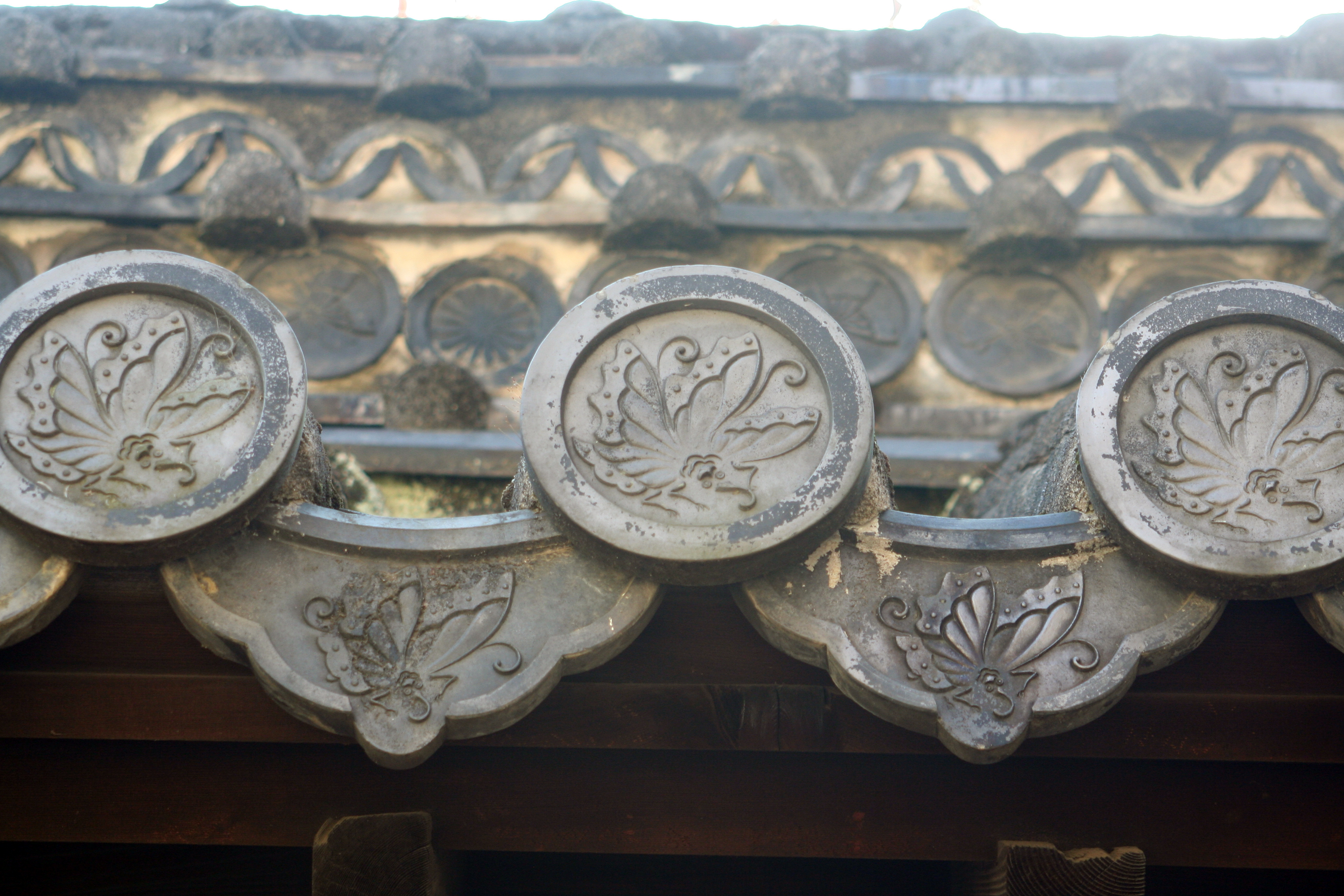
Château de Himeji. 1581-1618.

Cette pratique, commune en Chine encore récemment dans les maisons aisées - comme dans les édifices importants et ceux des élites, par ailleurs - fait l'objet d'une réelle désaffection par les aménageurs urbains, où l'ancien paysage urbain est rayé de la carte, comme aujourd'hui à Datong, l'ancien centre de production de tuiles au Ve siècle de notre ère. Ces tuiles d'about, plates et rondes, wadang, apparaissent dès la Période des Royaumes combattants (du Ve siècle av. J.-C. à l'unification des royaumes chinois par la dynastie Qin en 221 av. J.-C.).